# Boso von Lausanne
Boso († 927) war von 892 bis 927 Bischof von Lausanne.

## Leben
Boso wurde in Lausanne als Kleriker ausgebildet und im Jahre 892 von König Rudolf I. von Burgund zum Bischof von Lausanne ernannt. Rudolf gewährte dem Bistum zahlreiche Freiheiten (Marktfreiheit, Wahlrechte, Nutzungsrechte im Jorat), die die Grundlage für das zukünftige Fürstbistum legten. Das gute Verhältnis zu Rudolf I. änderte sich abrupt unter dessen Sohn und Nachfolger Rudolf II., der dem Bischof Ressudens entriss. Bischof Boso erkannte diesen Verlust jedoch nie an, und dank der Vermittlung des Kaisers Otto III. gab Rudolf III. das geraubte Territorium zurück.